# Return to the Promised Land
Return to the Promised Land es un álbum góspel hecho por el cantante country Johnny Cash en 1992 bajo el sello disquero Renaissance Records para una película del mismo nombre y fue regrabado en el 2000 en Renaissance Records con unas canciones extras. Solo se hicieron 2.000 de este CD así que es muy raro este álbum.
Las canciones extras son de Cash cuando hizo un demo para encontrar un nuevo sello disquero. El productor Rick Rubin y su sello American Recordings lo integran mientras su carrera vuelve a subir hacia la fama que una vez tuvo. Una canción no es mostrada en este álbum pero es integrada en el álbum American Recordings.

## Canciones
(Todas las canciones son escritas por Cash menos las que se describen como tales)

1. Conferencia de Noticias – :59
2. Return to the Promised Land – 3:01
3. Diálogo de apertura – :14
4. When I Look – 2:57
5. Diálogo – :55
6. Over the Next Hill We'll Be Home – 2:09
7. Diálogo – 1:18
8. The Old Rugged Cross – :57
(George Bennard)
9. Interludio y Monólogo – :34
10. I Won't Have to Cross Jordan Alone – :47
(Charles E. Durham y Tom Ramsey)
11. Diálogo – :54
12. Far Side Banks of Jordan – 2:10
(Terry Smith)
13. Monólogo – 1:04
14. Let Me Help You Carry This Weight – 2:24
(Johnny Cash y June Carter Cash)
15. Diálogo – 1:31
16. Lord Take These Hands – 3:43
17. Monólogo – 1:43
18. Fishers of Men – :47
19. Diálogo – 1:48
20. The Old Gospel Ship – 2:25
21. What on Earth Will You Do (For Heaven's Sake) – 2:03
22. Interludio – 1:10
23. God's Hands – 2:25
24. Return to the Promised Land (instrumental) – 1:50

Canciones Extras de la reedición del 2000
1. Hello Out There – 2:44
2. Like a Soldier Getting over the War – 2:48
3. Poor Valley Girl – 2:15
4. Soldier Boy – 2:53
5. Untitled – 10:11
(Johnny Cash, June Carter Cash y John Carter Cash)